# Ptuj
Ptuj (tyska Pettau, latin Poetovio) är en ort och kommun i Slovenien. Ptuj är Sloveniens åttonde största stad och även en av de äldsta städerna i landet, belägen i Štajerska (slovenska Steiermark) invid floden Drava. Öster om Ptuj höjer sig det bildsköna och kuperade Slovenske gorice med vinodlingar.
Området har varit bebott sedan stenåldern. Under centraleuropeisk järnålder skapade kelterna en urban bosättning på platsen. Den hamnade under romersk kontroll under första århundradet f. Kr och kom att ingå i provinsen Pannonia Superior. Romarna byggde en stenbro över Drava. Bron hade strategisk betydelse långt in på medeltiden. År 69 e. Kr. valdes Vespasianus till romersk kejsare av Doanu-legionerna i Ptuj och i samband med det nämns stadens namn Poetovio för första gången. År 103 gav kejsar Trajanus staden stadsrättigheter under namnet Colonia Ulpia Traiana Poetovio. Poetovia var basläger för legionen Legio XIII Gemina. Staden hade minst 40 000 innevånare till dess att den plundrades av hunnerna år 450. Runt år 570 intogs området av slovenernas slaviskspråkiga förfäder och på 800-talet under det slaviska furstendömet Balaton var Ptuj en viktig stad där furstarna Pribina och Kocelj lät bygga två nya kyrkor . På en kulle ovan staden, jämsides med floden Drava, står slottet. Dess äldsta bevarade delar är från 900-talet, men kärnan i slottskomplexet började konstrueras runt 1140 och har sedan byggts till i omgångar under århundradenas lopp, främst under renässansen. Slottet var strategiskt viktigt i försvaret mot ungerska plundringsräder som pågick från den ungerska erövringen av Pannoniska bäckenet 895 och av furstendömet Balaton 901 till enandet av det första ungerska riket 1001. Från 1941 till 1944 var Ptuj enbart bebott av tyskar, enligt en överenskommelse mellan Adolf Hitler och Benito Mussolini. Den slovenska befolkningen deporterades från Ptuj under andra världskriget, men återvände vid krigsslutet.
Karnevalen i februari, med traditionella masker, karnevalskaraktärer och seder som går tillbaka till urminnes tider, är en stor sevärdhet. Termalkällorna i Ptuj användes redan av romarna för bad.

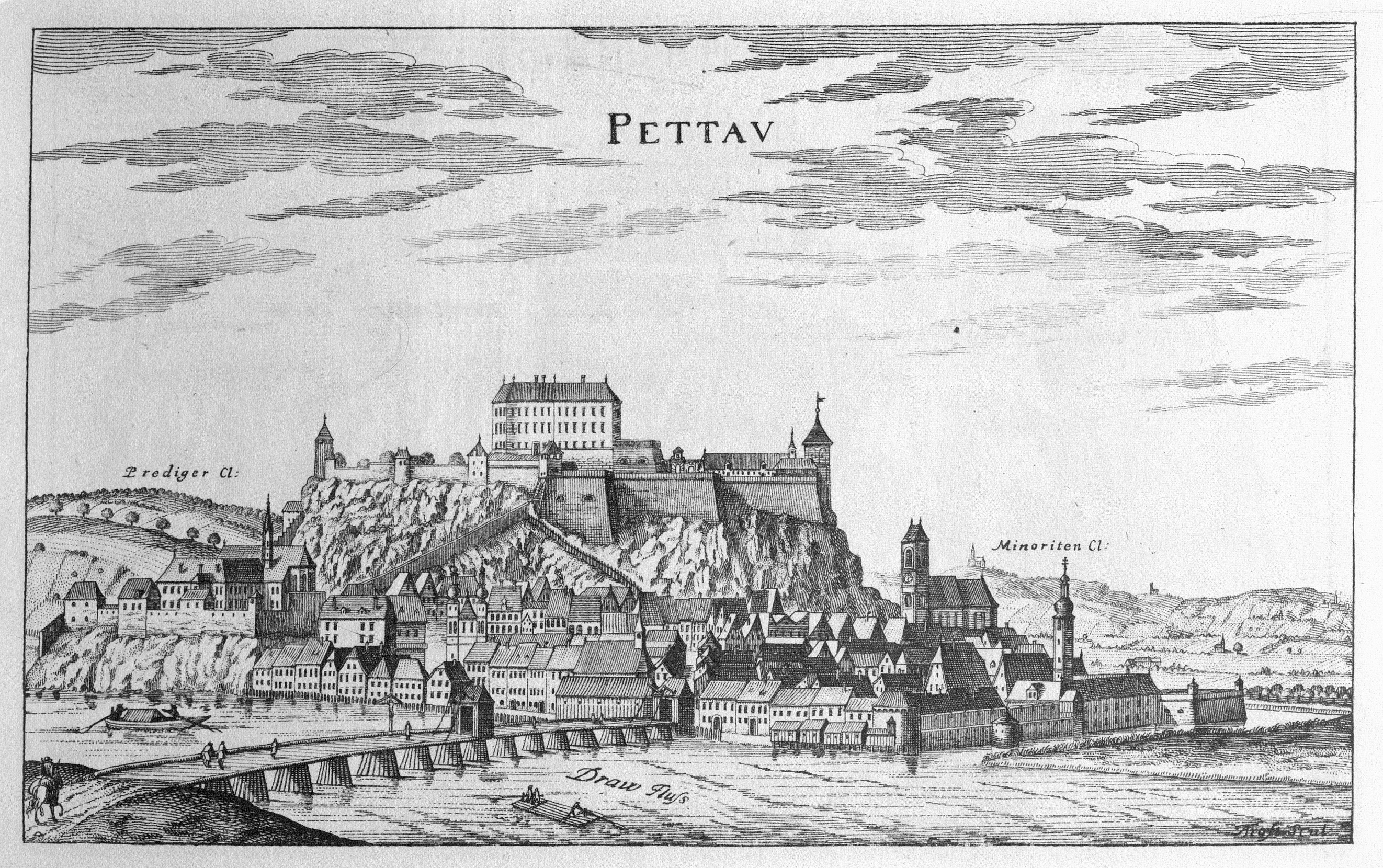
Kopparstick av Georg Matthaeus Vischer över Ptuj 1681, från Topographia Ducatus Stiriae.
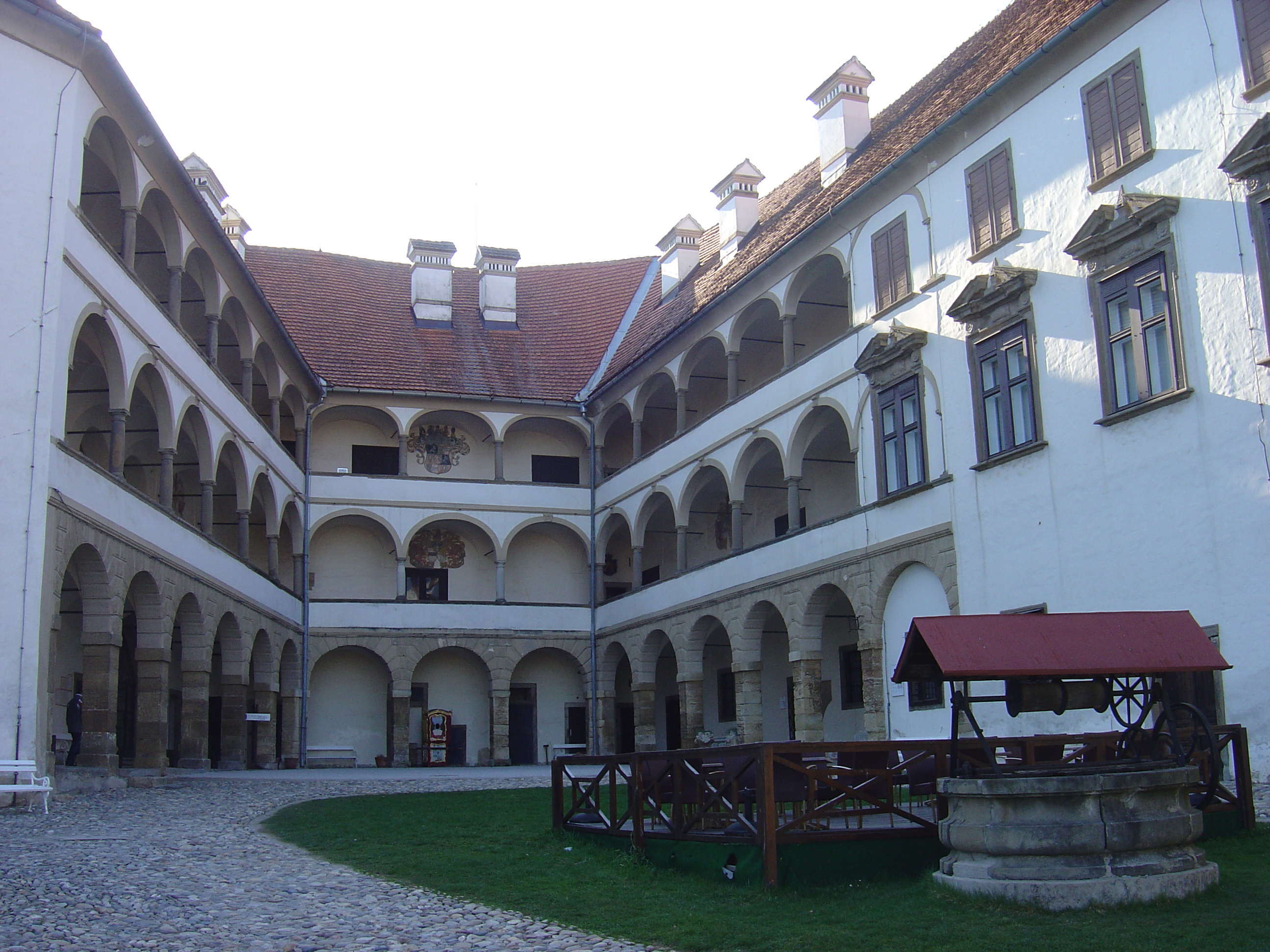
Innergård på Ptujs slott.
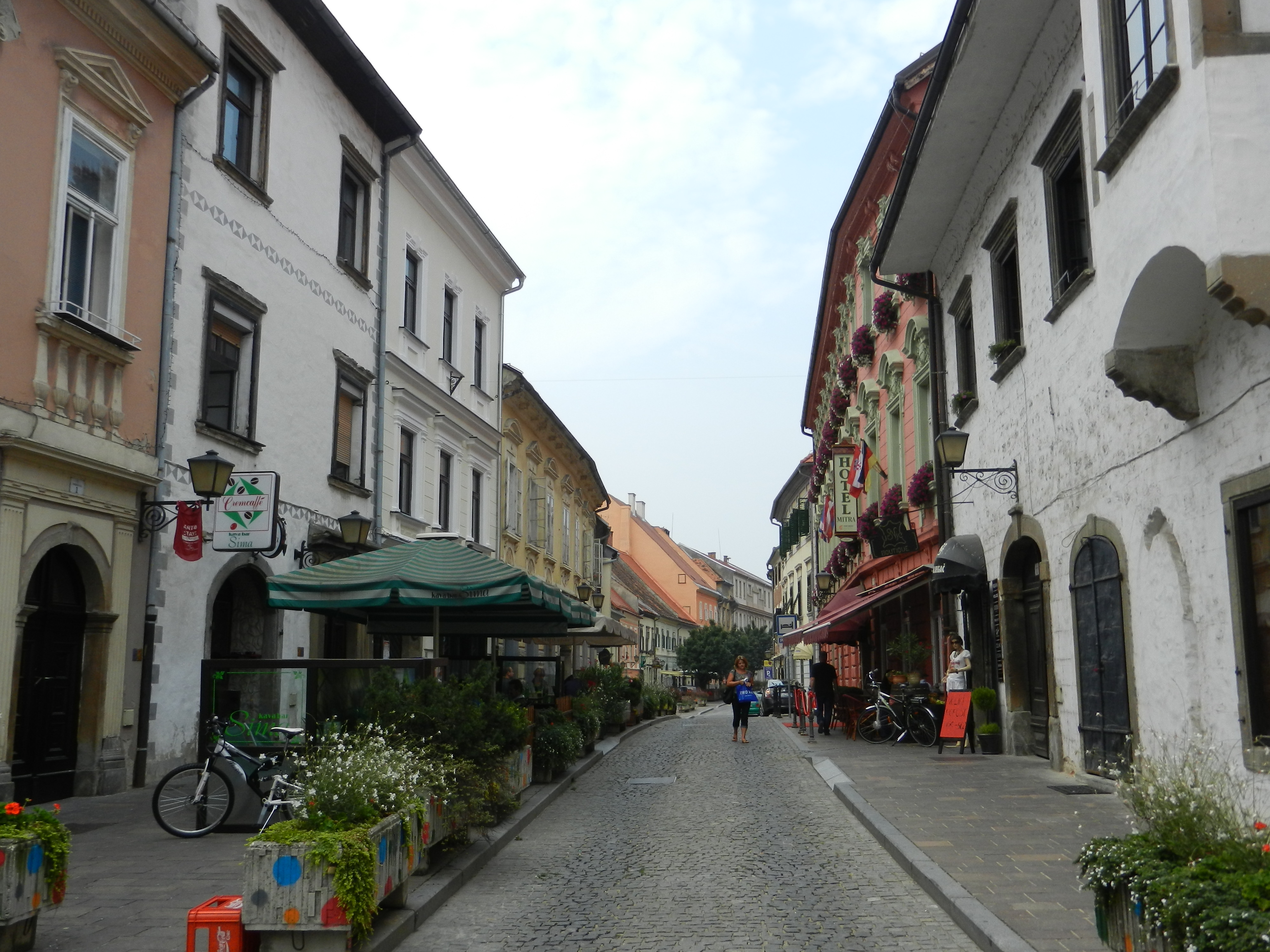
Prešern-gatan i Ptuj.
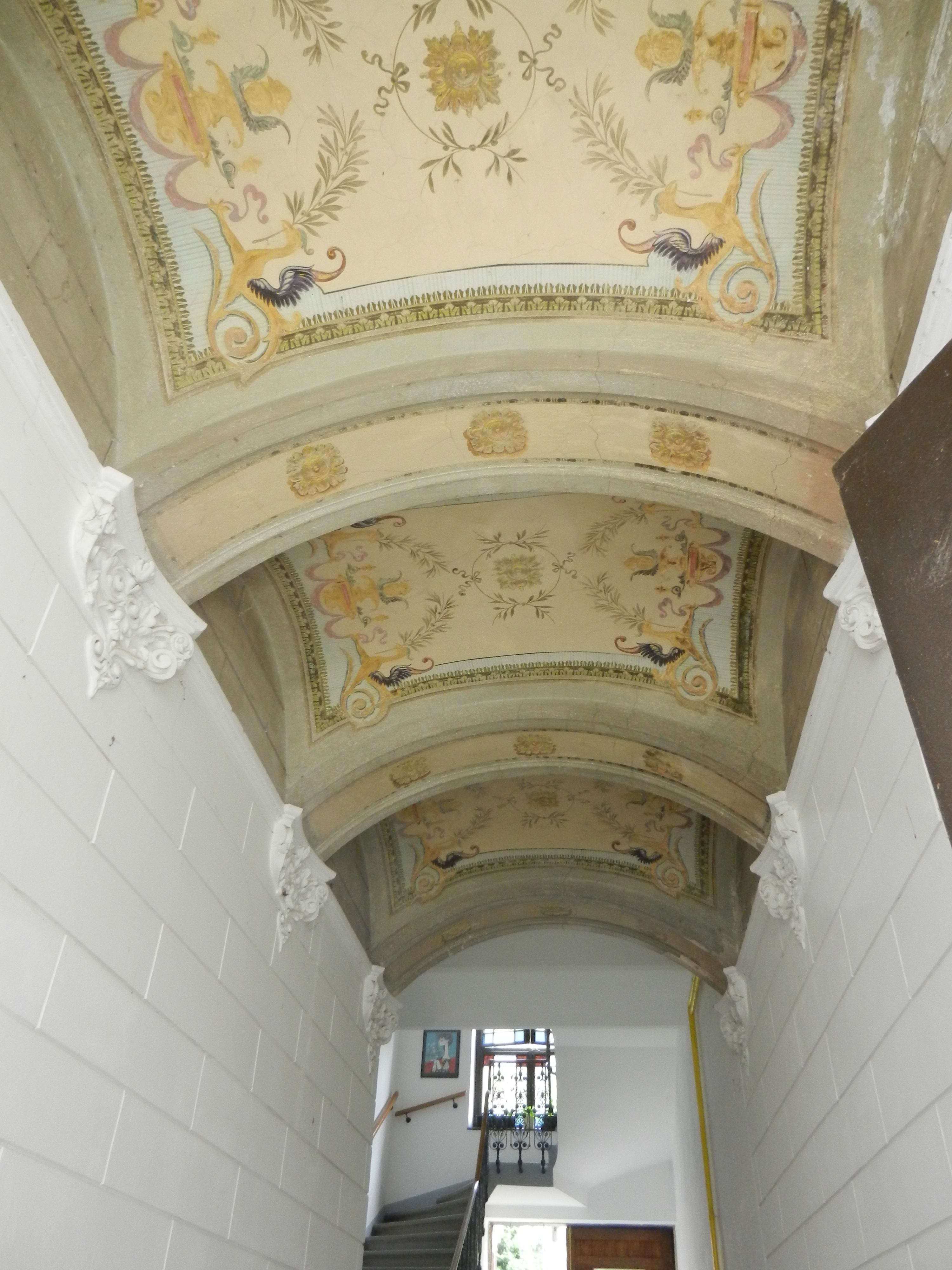
Hall i ett hus längs Prešern-gatan i Ptuj.
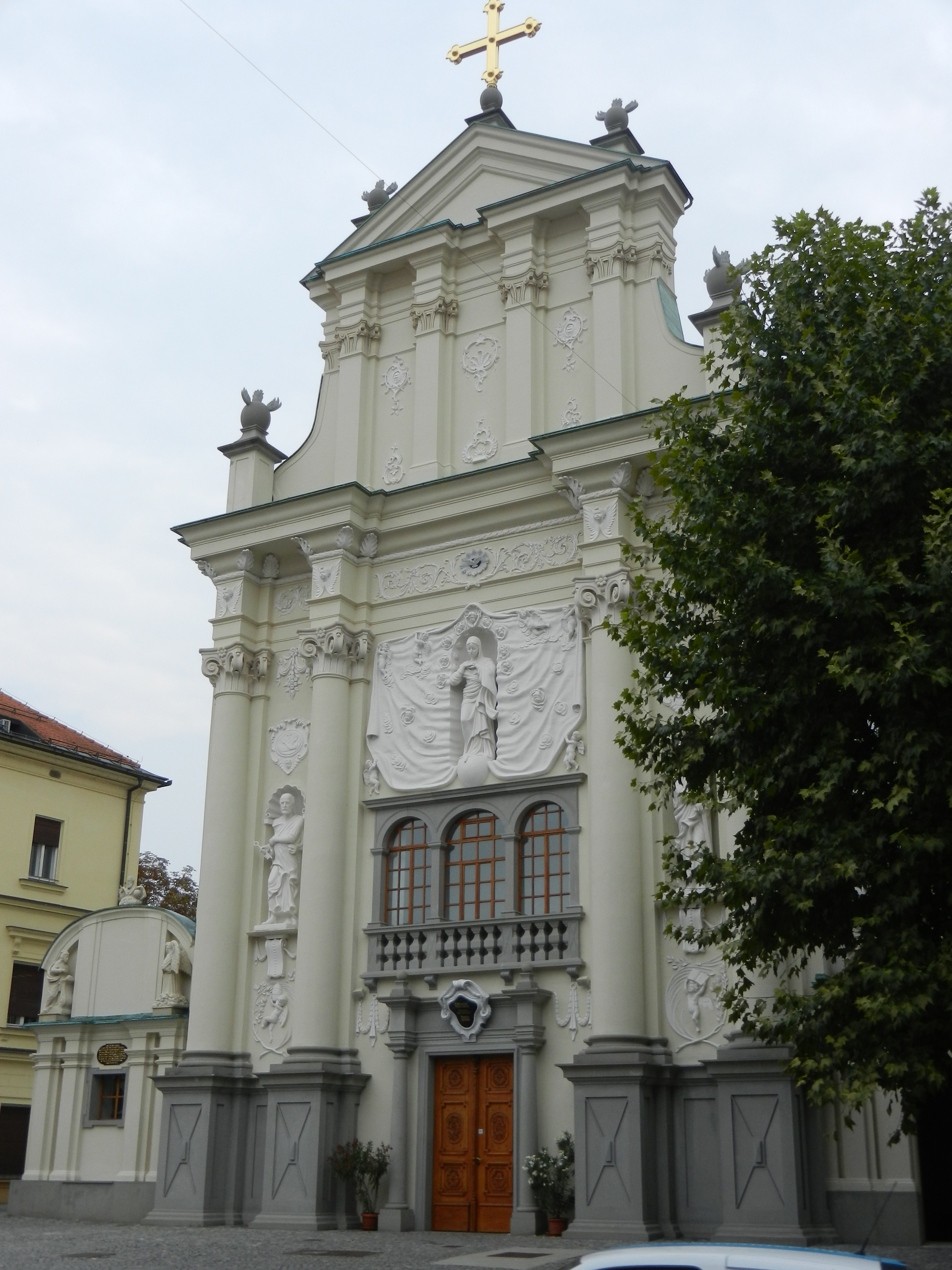
Minoritklostret i Ptuj grundades 1239 och har ett medeltida långkor med en barockgavel.
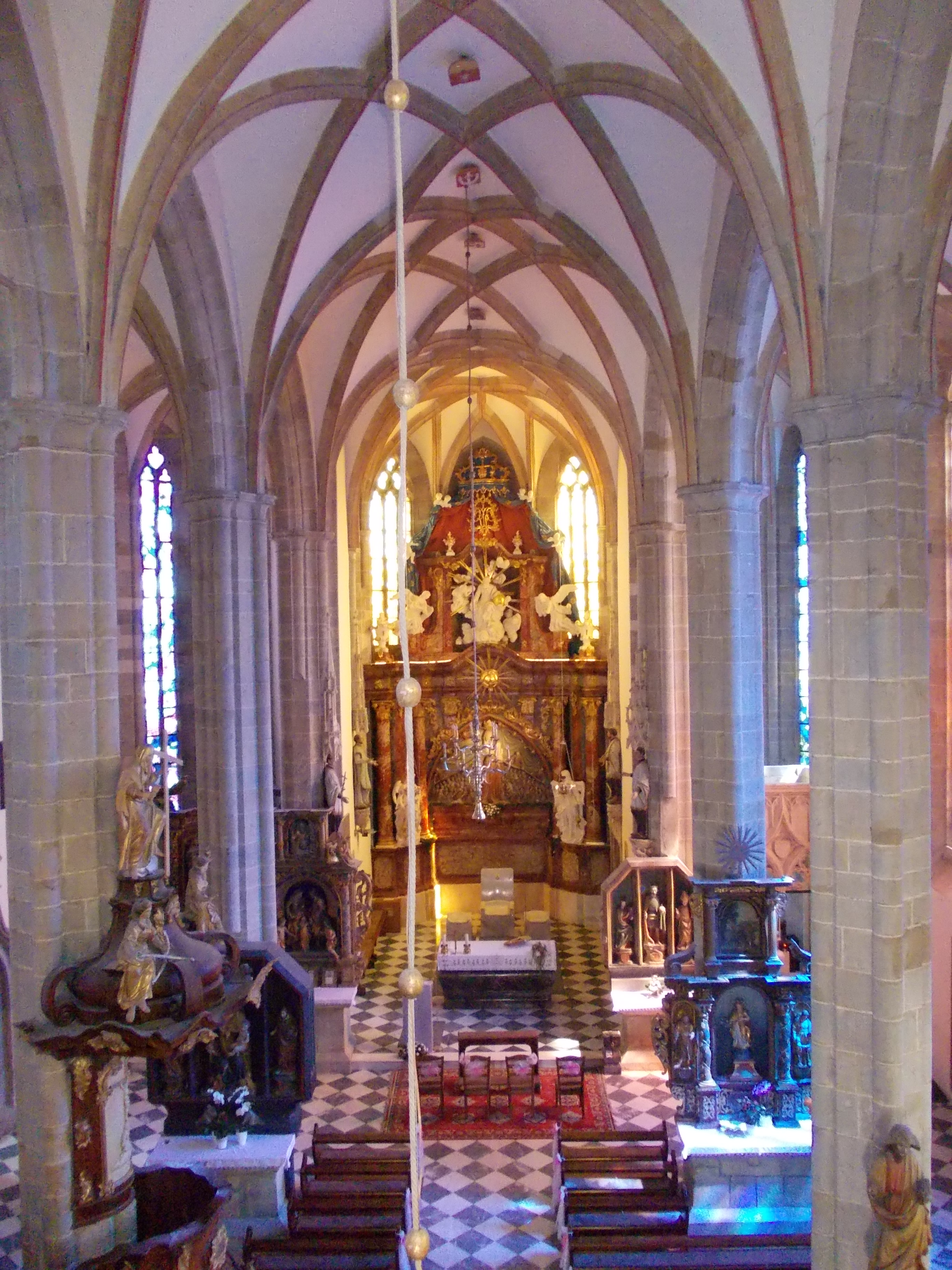
På en kulle utanför Ptuj står en vacker gotisk hallkyrka konstruerad av byggmästaren Peter Parler mot slutet av 1300-talet. Parler byggde även katedralen i Prag.